# Make a Scene
Make a Scene – czwarty album studyjny brytyjskiej piosenkarki Sophie Ellis-Bextor, wydany w 2011 roku przez Universal Music i EBGB's.
Pierwszym tytułem płyty było Make a Scene, ale w marcu 2010 Ellis-Bextor poinformowała o zmianie tytułu. Album został następnie zapowiedziany na lipiec 2010 jako Straight to the Heart, jednak ostatecznie ukazał się z niemal rocznym opóźnieniem pod oryginalnym tytułem. Krążek zawierał single „Bittersweet” i „Starlight”, a także trzy wydane wcześniej duety z Freemasons, Juniorem Calderą i Arminem van Buurenem. Zdobył on jednak nieprzychylne recenzje i osiągnął średni sukces komercyjny.

## Lista utworów
1. „Revolution” (Cathy Dennis, Greg Kurstin, Sophie Ellis-Bextor) – 2:44
2. „Bittersweet” (James Wiltshire, Russell Small, Hannah Robinson, Richard Stannard, Sophie Ellis-Bextor) – 3:27
3. „Off & On” (Calvin Harris, Cathy Dennis, Róisín Murphy) – 3:32
4. „Heartbreak (Make Me a Dancer)” (oraz Freemasons) (James Wiltshire, Russell Small, Richard Stannard, Sophie Ellis-Bextor) – 3:25
5. „Not Giving Up on Love” (oraz Armin van Buuren) (Sophie Ellis-Bextor, Armin van Buuren, Nervo, Benno de Goeij) – 2:56
6. „Can't Fight This Feeling” (oraz Junior Caldera) (Junior Caldera, Julien Carret, Sophie Ellis-Bextor) – 3:35
7. „Starlight” (Richard X, Hannah Robinson, Sophie Ellis-Bextor) – 4:20
8. „Under Your Touch” (Liam Howe, Hannah Robinson, Sophie Ellis-Bextor) – 3:53
9. „Make a Scene” (Joseph Mount, Sophie Ellis-Bextor) – 3:50
10. „Magic” (Richard X, Hannah Robinson, Sophie Ellis-Bextor) – 4:34
11. „Dial My Number” (Liam Howe, Hannah Robinson, Sophie Ellis-Bextor) – 3:37
12. „Homewrecker” (Lindy Robbins, Greg Kurstin, Sophie Ellis-Bextor) – 3:25
13. „Synchronised” (Ina Wroldsen, Fred Ball) – 3:12
14. „Cut Straight to the Heart” (Ed Harcourt, Dimitri Tikovoi, Sophie Ellis-Bextor) – 3:37

## Notowania
| Kraj                              | Najwyższa pozycja |
| --------------------------------- | ----------------- |
| Rosja                             | 12                |
| Wielka Brytania (UK Albums Chart) | 33                |

## Historia wydań
| Region          | Data             | Wytwórnia         | Format               |
| --------------- | ---------------- | ----------------- | -------------------- |
| Rosja           | 18 kwietnia 2011 | Universal Music   | CD, Digital download |
| Japonia         | 6 czerwca 2011   | EBGB's            | CD, Digital download |
| Wielka Brytania | 12 czerwca 2011  | EBGB's            | CD, Digital download |
| Francja         | 12 czerwca 2011  | Universal Music   | CD, Digital download |
| Polska          | 13 czerwca 2011  | Mystic Production | CD, Digital download |
| Niemcy          | 17 czerwca 2011  | EBGB's            | CD, Digital download |
| Belgia          | 24 June 2011     | Armada Music      | CD, Digital download |
| Holandia        | 24 June 2011     | Armada Music      | CD, Digital download |
| Luksemburg      | 24 June 2011     | Armada Music      | CD, Digital download |